# Спираль гиперболизации девиантного поведения
Спираль гиперболизации девиантного поведения (англ. deviancy amplification spiral) — термин, обозначающий увеличение количества сообщений со стороны СМИ на тему какого-либо негативного общественного явления или другого нежелательного события, что способствует раздуванию реальных масштабов этой проблемы и приводит к созданию моральной паники в обществе.

## Происхождение термина
Процесс гиперболизации девиантного поведения был впервые описан Лесли Т. Уилкинсом (1964). Стэнли Коэн более подробно рассматривает этот феномен в своей работе «Народные бесы и моральная паника», опубликованной в 1972 году. Он определил концепцию этого термина на примере столкновения двух субкультур, проведя исследование событий в Великобритании, именуемых «Моды и Рокеры»(1960).

## Характеристика
В соответствии с работой С. Коэна спираль начинается с какого-либо акта девиантного поведения. Обычно это уголовное преступление, но также могут подразумеваться и правомерные действия, которые рассматриваются обществом как нравственно неприемлемые. Посредством такого нового взгляда на проблему, сомнительные и неизвестные ранее примеры, которые не представляли интереса для СМИ, активно освещаются и рассматриваются как повторяющиеся сценарии развития событий.
Сообщенные случаи такого «отклонения» часто представлены как просто «те, о которых мы знаем» или как, так называемая, «верхушка айсберга»: утверждение, которое практически невозможно опровергнуть сразу и которое влечёт за собой более масштабные и серьёзные проблемы. По целому ряду причин, менее сенсационные аспекты спиральной истории, которые помогли бы общественности сохранить рациональную перспективу (например, статистика, показывающая, что поведение или событие на самом деле менее распространены или менее вредны, чем обычно считали), как правило, игнорируются прессой.
В результате мелкие проблемы начинают выглядеть серьезными и редкие события начинают казаться обычными. Члены общественности мотивированы поддерживать интерес к этим событиям, что приводит к высокой популярности этой проблемы среди населения, тем самым подпитывая спираль. В результате, такая масштабная огласка имеет тенденцию способствовать росту девиантного поведения, его идеализации, или превращает эту проблему в кажущиеся обычной и приемлемой. На следующем этапе общественное беспокойство, как правило, заставляет полицию и правоохранительную систему сосредоточить больше ресурсов на борьбе с конкретными отклонениями.
Судьи затем подвергаются общественному давлению, так как от них требуют вынесения суровых приговоров, а политики в свою очередь принимают новые законы, чтобы увеличить свою популярность, создавая впечатление, что они имеют дело с возможной угрозой. Ответные меры властей, как правило, усиливают опасения общественности, в то время как средства массовой информации продолжают сообщать о деятельности полиции и других правоохранительных органов, тем самым также способствуя развитию спирали.
В этой теории, однако, не утверждается, что спираль гиперболизации девиантного поведения является обязательным условием возникновения моральной паники.

## Критика
Хотя теория спирали гиперболизации отклоняющегося поведения и демонстрирует, что поведение контролирующих органов может иметь непредвиденные последствия в плане создания конкретных случаев девиантного поведения (например, какого-либо преступного действия), привлекая чрезмерное внимание общественности и превращая эту проблему в очень серьёзную, тогда как изначально она такой не являлась, эта теория подвергается некоторой критике.
Социолог Айлин Баркер утверждает, что споры вокруг некоторых новых религиозных движений, развиваясь по спирали гиперболизации девиантного поведения, могут перерасти в насилие. В своей автобиографии, журналист Линкольн Стеффенс в главе «Я создаю волну преступности» детально описывает, как освещение новостей в СМИ может быть использовано в целях создания впечатления преступного действия там, где вовсе его нет.
Баттон и Тонли также разработали теорию, в которой девиантное поведение рассматривается с противоположной стороны, они называют этот феномен «затуханием девиантного поведения». На примере случаев мошенничества утверждается, что существуют некоторые серьёзные проблемы, которые уполномоченные лица, обладающие властью, способны смягчить за счет не точного анализа. Это приводит к тому, что статистика не в полной мере отражает все тонкости этой проблемы, а ресурсов, направленных на ее решение, недостаточно, что, тем самым, укрепляет уверенность властей в ее неактуальности.
Социолог Анджела Макробби утверждает: понятие моральной паники было настолько чрезмерно использовано СМИ в целях описания любого поведения, которое, кажется людям неприемлемым, что социологический смысл этого термина был утерян. Кроме того, А. Макробби предполагает, что некоторые средства массовой информации стали настолько искушенными в понимании того, как происходит процесс гиперболизация отклоняющегося поведения, что «моральная паника» стала рассматриваться как позитивное явление. Во многих случаях она становится непреднамеренным результатом журналистской практики. Хотя изначально это явление носило отрицательный характер, сейчас многими «моральная паника» рассматривается как метод для достижения определенных целей. Другими словами, предпринимаются попытки создать «шумиху», шокировать, всеми способами способствовать развитию спирали в целях привлечения внимания, а не морального осуждения обществом.
Антрополог Даниэль Миллер, придерживающейся мнения, что некоторые моральные паники используется в целях смягчить общественное мнение и таким образом осуществлять идеологическое управления обществом. Например, освещение в СМИ исламского терроризма рассматривается многими как действия в целях продвижения «исламофобии». В результате правительственная программа по борьбе с терроризмом получила широкую общественную поддержку, несмотря на серьезное сокращение гражданских свобод простых людей. Таким образом, поднимается проблема понимания того, чем заканчивается моральная паника и к каким результатам может привести в итоге. Несмотря на то, что социологи рассматривают власть в качестве одного из самых важных звеньев спирали гиперболизации отклоняющегося поведения, остаётся неизвестным может ли она полностью ее контролировать.
Войтон утверждает, что современное общество порождает разнообразные страхи и провоцирует панику, которые по критериям отличаются от классической трактовки моральной паники, первоначально описанной С. Коэном в «Моды и рокеры» (1972). Войтон обращает внимание на то, что вероятность возникновения моральной паники в современном обществе чрезвычайно мала, так как большинство населения уже не имеет таких устойчивых нравственных идеалов и в целом, единого нравственного стержня.